# Quasipaa fasciculispina
Espèce
Synonymes
- Rana fasciculispina Inger, 1970
- Paa fasciculispina (Inger, 1970)
- Nanorana fasciculispina (Inger, 1970)
- Eripaa fasciculispina (Inger, 1970)

Statut de conservation UICN

 VU B1ab(iii) : Vulnérable
Quasipaa fasciculispina est une espèce d'amphibiens de la famille des Dicroglossidae.

## Répartition
Cette espèce se rencontre entre 150 et 1 000 m d'altitude :
- dans le sud-est de la Thaïlande dans les provinces Chanthaburi et de Trat ;
- dans le sud-ouest du Cambodge dans les Monts des Cardamomes.

## Description
Le mâle holotype mesure 106 mm et la femelle paratype 104 mm.

## Publication originale
- Inger, 1970 : A new species of frog of the genus Rana from Thailand. Fieldiana, Zoology, vol. 51, no 14, p. 169-174 (texte intégral).